# Byeollan myeoneuri
Byeollan myeoneuri (별난 며느리?), noto anche con il titolo internazionale The Virtual Bride, è un drama coreano del 2015.

## Trama
Oh In-young decide di partecipare a un programma televisivo per riacquistare la popolarità che aveva all'inizio della sua carriera di idol; la giovane conosce Yang Choon-ha e fin da subito tra le due non scorre buon sangue. In seguito le due si ritrovano tuttavia imparentate: In-young diventa infatti nuora di Choon-ha.